# Taxfree

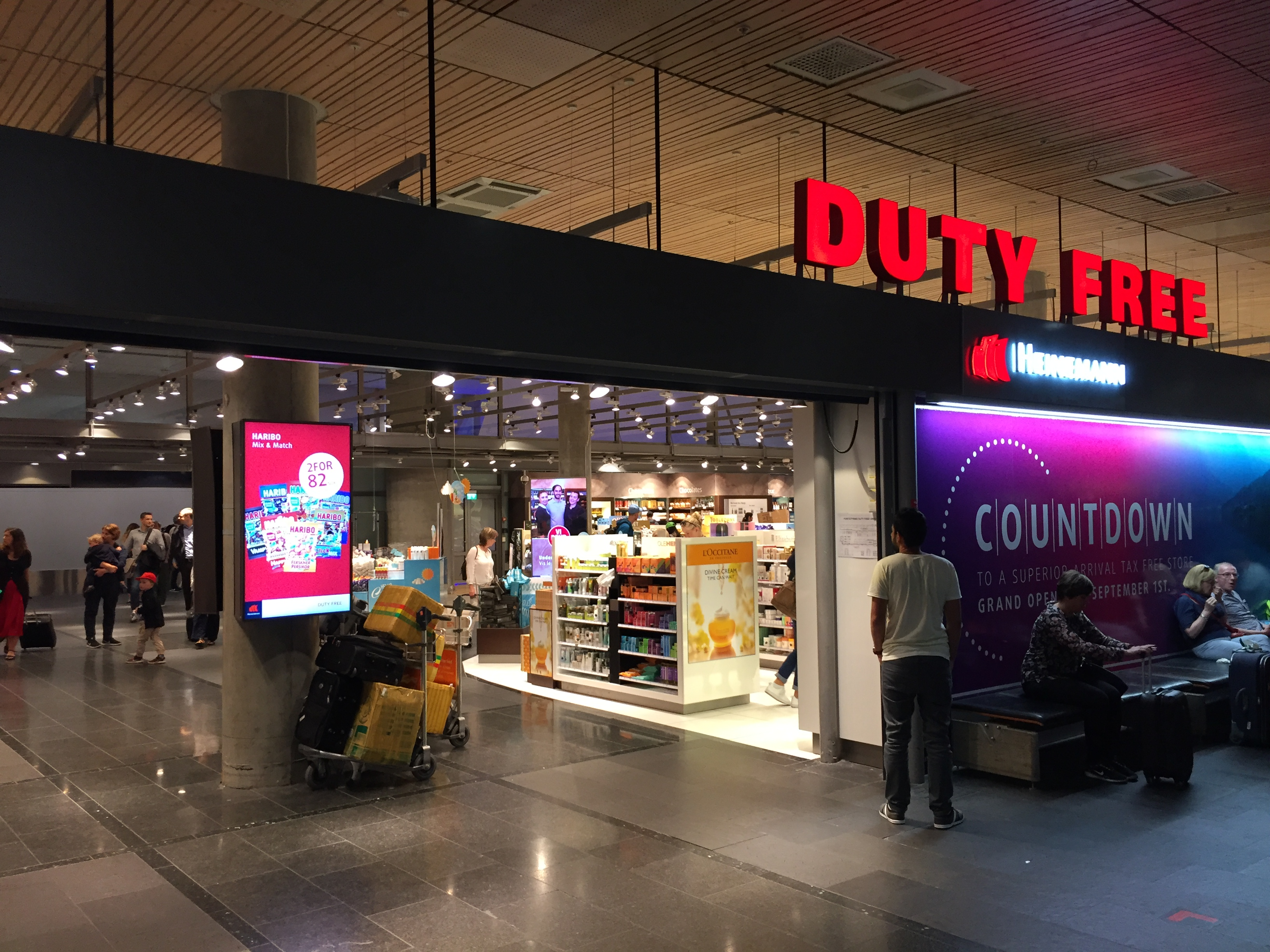
Taxfree på Oslo flygplats.

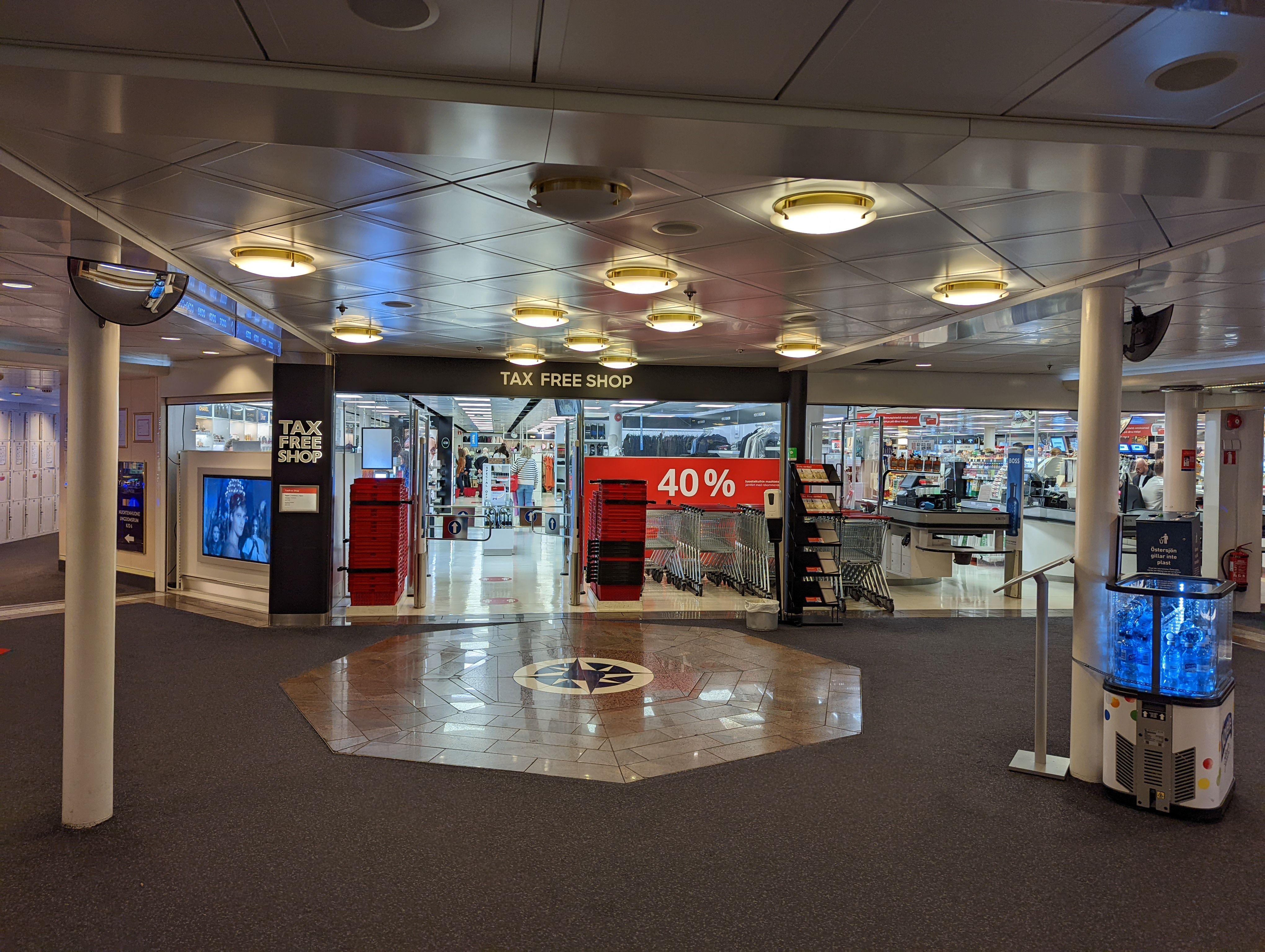
Taxfree-butik på Viking Line Amorella.

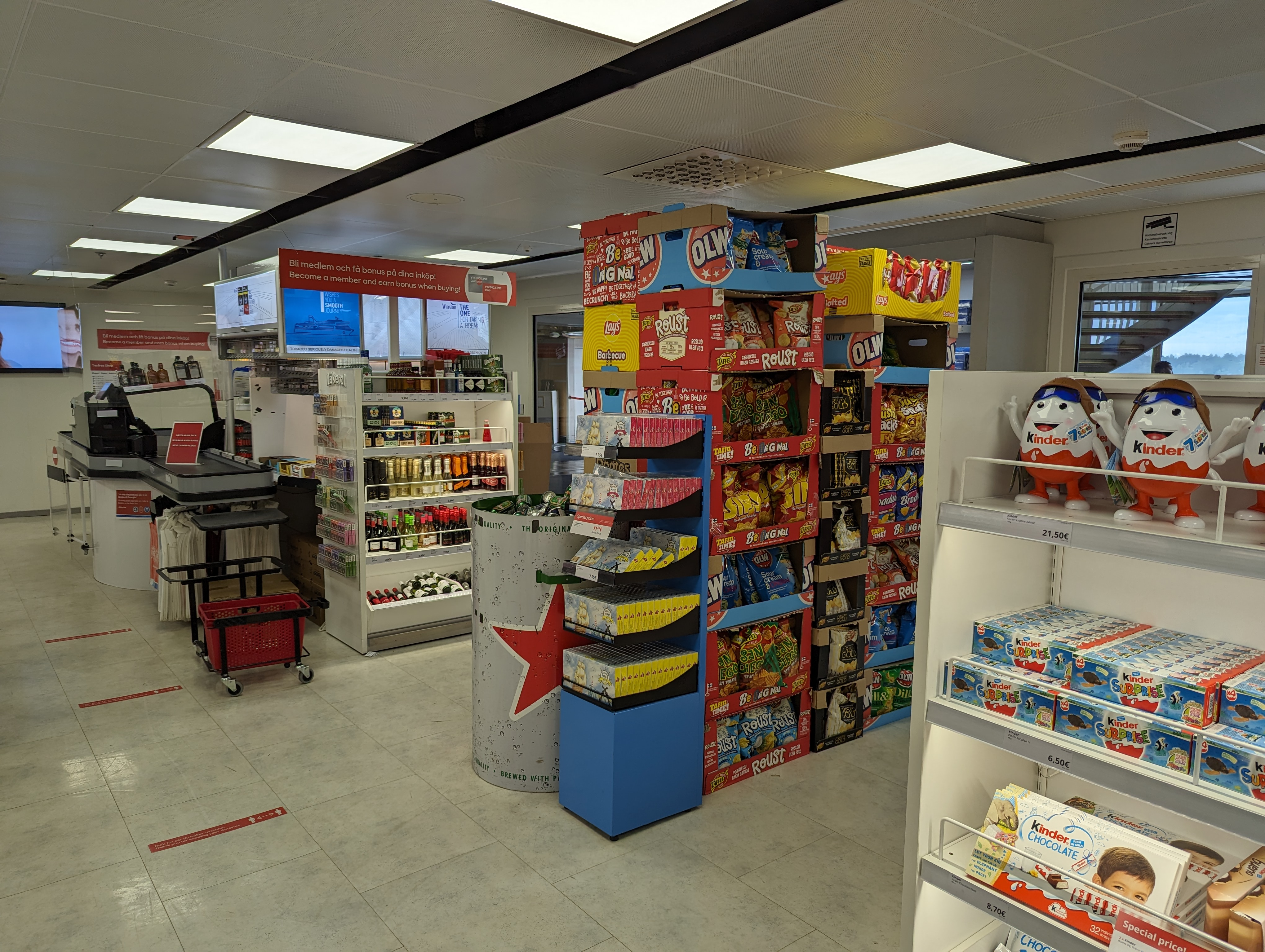
Interiör i taxfree-butik på Viking Cinderella.

Taxfree, efter engelskans tax-free, syftar på försäljning av varor skattefritt. En taxfree-butik kan finnas på en internationell flygplats eller på ett passagerarfartyg som trafikerar internationellt vatten. Även vanliga butiker i land kan sälja taxfree till utländskt boende, som i detta fall får tillbaka pengarna i efterhand.
Principen är att när företag exporterar varor behöver de inte betala moms och varuskatt (till exempel alkoholskatt). Istället betalar mottagaren dessa skatter enligt mottagarlandets regler. Privatpersoner får ta med sig en mindre mängd varor själva vid resa utan att behöva betala någon moms eller skatt. 
Man kan säga att fartyg och flygplan i internationell trafik är utanför alla moms- och tullområden. Företag kan då sälja skattefritt ombord, eftersom de exporterat men inte importerat. I och med att privatpersoner får ta med sig lite varor i land skattefritt blir det helt utan skatt.
Det finns butiker på flygplatserna för sådan försäljning, även om de egentligen är på land. De finns för att det är trångt och besvärligt att sälja ombord på planen, vilket dock inte hindrar vissa flygbolag att göra det, inte minst svenska charterbolag.

## EU
I och med Maastrichtfördraget infördes EU:s momsunion, vilket innebär att köpare betalar moms och varuskatt till säljare även om det är över gränsen inom EU. Företag drar av momsen som om det var inom landet, medan privatpersoner inte behöver göra något om det är för eget bruk. Efter bland annat svensk påtryckning försvann under 1999 "exportavdraget" på båtar och flygplatser vid resa mellan EU-länder, det vill säga de ingår i EU:s momsunion, och säljarna får betala avgångslandets moms och varuskatt och måste ta ut motsvarande av kunderna. Sveriges påtryckningar motiverades med att socialdemokraterna vill undvika "skattefria zoner", särskilt avseende alkohol.
Det är alltså inte skattefri försäljning vid resor mellan EU-länder längre. I gengäld får kunderna ta med så mycket de kan behöva för eget bruk.
Skillnaden har märkts mest för butikernas lönsamhet, särskilt för rederierna, och mindre för kunderna, eftersom prissättningen i dessa butiker är gjord för att konkurrera med landbaserade butiker, där inget ändrats avseende skatten.
Det gjordes några undantag, vissa områden som tillhör EU gick inte med i EU:s momsunion. Undantagen blev till exempel Kanarieöarna, Åland, Guadeloupe, Campione d'Italia, Ceuta, Gibraltar och Melilla. En del områden som tillhör medlemsländer men inte är med i EU har likadant, till exempel Caymanöarna, Färöarna, Grönland, Kanalöarna m.fl.
De flesta av områdena har låga (eller inga) skatter, medan Åland har höga alkoholskatter liksom Finland, men skillnaden är att ombord på båtar drar butiken av skatten och kan sälja billigare med god vinst.